# Strage degli innocenti (Mazzolino)
La Strage degli innocenti è un dipinto a olio su tavola (39x59 cm) attribuito a Ludovico Mazzolino o a un artista ferrarese della sua cerchia, databile a poco prima del 1525 e conservato negli Uffizi di Firenze.

## Storia
La Strage degli Innocenti, assieme alla Circoncisione, era nelle collezioni del cardinale Ippolito d'Este nel 1525 e alla sua morte, nel 1572, esse passarono a suo nipote Luigi d'Este, pure cardinale. L'11 maggio 1587 furono vendute al cardinale Ferdinando de' Medici (poi divenuto granduca come Ferdinando I), amico di Luigi.
La Strage doveva essere più amata dal Medici, poiché se la fece spedire a Firenze, dalla Villa Medici a Roma dove si trovava, nel 1602, mentre la Circoncisione arrivò in Toscana solo due secoli dopo, con la raccolta dei beni medicei da parte dei Lorena.
Nell'inventario del 1637 la Strage è ritenuta di "maniera antica lombarda", mentre nel 1704 l'opera fu esposta in Tribuna con attribuzione a Bruegel dei Velluti, forse per l'aspetto nordico del paesaggio e il brulicare delle figure. Nel 1735 si tirò in ballo G. Feroni e nel 1825 Dosso Dossi. Solo nel 1890, ristudiando le analogie storiche con la Circoncisione, Adolfo Venturi rispolverò il nome del Mazzolino, sebbene anni dopo, nel 1968, lo Zamboni parlò di invenzione del Mazzolino ma di stesura "troppo manieristica" e "cavillosa", tanto che oggi si preferisce riferirla a un anonimo artista ferrarese di quegli anni. Si è fatto anche il nome di Battista Dossi, riferendosi alla sua cerchia.
Ne esiste una copia antica nell'University of Notre Dame Art Gallery, nell'Indiana.

## Descrizione e stile
Su una platea, sollevata di alcuni gradini, va in scena la strage degli innocenti, ordinata da re Erode che assiste da una tribuna a sinistra (il suo braccio e la mano distesi indicano il comando). Assistono anche altri personaggi, alcuni dei quali affacciati a una loggia al centro, con colonne binate e un fregio di battaglia all'antica sul parapetto, mentre a sinistra, oltre un arco, si rivela un brano di tranquillo paesaggio. L'artista doveva conoscere Raffaello, ricordandosene superficialmente della creazione dell'architettura solenne e rievocandone alcune invenzioni, come gli spettatori incuriositi, tra cui il ragazzo con lo stendardo giallo che si affaccia al centro.
La scena spicca per il groviglio di corpi: dei soldati, anche a cavallo, delle donne, e dei loro figli trucidati. Una scena violenta, ma stemperata dal carattere artificioso della rappresentazione, più simile a gorgo di attori che a un vero massacro. Le linee arrobellate, all'origine del senso di movimento e confusione, rivelano una conoscenza del primo manierismo, quello legato agli allievi di Raffaello che dipinsero la Sala di Costantino.